# Foramen espinoso
El foramen espinoso, agujero espinoso o agujero redondo menor, es un orificio situado en la base del cráneo, en el ala mayor del hueso esfenoides, donde se dispone posterior y lateralmente al agujero oval.
(Existen dos agujeros, izquierdo y derecho, uno en cada una de las alas del esfenoides)
Comunica la fosa craneal media con la fosa infratemporal,  dando paso a las siguientes estructuras:
- El ramo meníngeo del nervio mandibular.
- La arteria meníngea media, que proviene de la arteria maxilar interna.

No debe confundirse con el agujero redondo mayor, o agujero redondo, que comunica la fosa craneal media con la fosa pterigopalatina.